# Кай Айзеле
Кай Айзеле (нім. Kai Eisele, нар. 25 червня 1995, Фрізенгайм, Німеччина) — німецький футболіст, воротар клубу «Карлсруе».

## Ігрова кар'єра

### Клубна
Кай Айзеле з 2011 року грав у молодіжній команді клубу «Фрайбург». З 2015 року він виступав у другій клубній команді у Регіональній лізі але до першої команди так і не потрапив. 
Влітку 2017 року воротар перейшов до клубу Ліги 3 «Ганза» з Ростока але за два сезони провів в першій команді лише три поєдинки і у 2018 році перейшов до «Галлешера», який також грав у Лізі 3. Де він одразу зайняв постіне місце в основі і відіграв повні три сезони в команді. 
Лише в листопада 2021 року після закінчення контракту з клубом Айзеле залишив команду і наступний сезон провів у дюссельдорфскій «Фортуні», де також не зумів пробитися до основи, зігравши лише кілька матчів у другій команді. В липні 2022 року вільним агентом Айзеле перейшов до клубу Другої Бундесліги «Карлсруе», з яким підписав контракт до 2024 року.